# Quadrofoil
Quadrofoil je slovensko podjetje, ki proizvaja vodna plovila, ki letijo nad vodo s pomočjo unikatnih krilc. Dvosedežno plovilo poganja električni motor, ki je energetsko učinkovit in okolju prijazen, posebej oblikovana krilca in krmilni sistem, pa omogočata vodljivost in okretnost plovila. Pri hitrosti nad 12 km/h se plovilo dvigne nad vodno površino, s čimer se zmanjša vodni upor, posledično pa poraba energije. Doseže hitrost do 40 km/h. Sedež družbe je v Slovenski Bistrici.

## Zgodovina podjetja
Podjetje Quadrofoil so leta 2011 ustanovili Blaž Stepišnik (idejni in projektni vodja), Andrej Kranjc (finance in svetovanje) ter Simon Pivec (tehnolog). Prva ideja o izdelavi dvosedežnega električnega plovila s podvodnimi krili (hydrofoil) s strani inovatorja Blaža Stepišnika se je porodila v letu 2010. Želel je izdelati tiho, lahko, varčno električno plovilo "vesoljskega" videza, ki bi plulo nad valovi brez hrupa. Ideja in izvedba sta plod slovenskega znanja. Sedež družbe je trenutno v Slovenski Bistrici.  

## Modeli
Quadrofoil je bil najprej izdelan v dvosedežni različici, serije Q2, ki je namenjena predvsem vožnji za prosti čas. 
- Q2A Electric
- Q2S Electric
- Q2S Electric Limited Edition

V razvojnem oddelku načrtujejo enosed,  štiri in več sedežna plovila. Q1 bo izdelan kot tekmovalno plovilo, ki bo dosegalo do 130 km/h in dosegom do 130 km. Q4 je zasnovan kot štirisedežno plovilo, ki bo 4 potnike peljalo z največ 60 km/h v dosegu do 120 km. Q8 in QTAXI bosta počasnejša, vendar z večjo nosilnostjo za potnike in prtljago.

## Tehnologija
Ideja o uporaba krilc v navtiki je prisotna že od 1869 leta, največji razmah pa je doživela v 60. letih dvajsetega stoletja. Uporabljali so jo tako v vojaški industriji in komercialnih prevozih po vodi. Podvodna krilca ob hitrejšem premikanju plovila ustvarijo vzgon, ki omogoča dvig trupa nad vodno površino, s tem pa izdatno zmanjšajo upor plovila in razmeroma stabilno ter mirno vožnjo tudi v zmernih valovih.
Proizvodnja krilc je bila v 60. letih izjemno draga, takratna tehnologija pa še ni poznala gibljivih krilc, ki bi povečala okretnost takratnih hidro plovil . Danes se podvodna krilca vračajo v uporabo, saj mnogi proizvajalci iščejo rešitve za čim hitrejšo, varčno in okolju prijazno plovbo.
Plovilo Quadrofoil je primerno za plovbo na morju, jezerih ali rekah. Zaradi uporabe električnega motorja, ki ne spušča emisij v okolje, se lahko uporablja tudi v ekoloških conah in naravnih parkih. Stroški delovanja znašajo manj kot 1 EUR na uro. Plovilo se pri hitrosti 12km/h dvigne nad vodno površino, kar mu omogočijo podvodna krilca (C foils) in doseže hitrost do 40 km/h.
Volan je tako po obliki kot po uporabnosti izdelan po vzoru dirkalnih avtomobilov. Na sredini volana je barvni zaslon, ki deluje na dotik, je snemljiv in ima vlogo ključa. Krmilni sistem omogoča obračanje vseh krilc, zaradi česar je plovilo ves čas stabilno in v horizontalnem položaju.
Baterije, ki poganjajo električne motorje so litij-ionske in imajo vgrajen sistem, ki optimira porabo od začetka do konca. So enostavne za uporabo in polnjenje, saj imajo standardne 110V in 220V vtičnice.

## Priznanja in nagrade
Podjetje Quadrofoil je od leta 2011 prejelo precej odmevnih nagrad:
- Zlato priznanje Gospodarske zbornice Slovenija za najboljše inovacije 2015[6].
- Projekt leta na mednarodnem navtičnem sejmu Internautica 2012.
- Posebno priznanje za odličnost uporabnosti ustvarjalnih industrij na 9. Slovenskem forumu inovacij 2014.
- Zlato priznanje Štajerske gospodarske zbornice za naj inovacijo 2014/2015.